# Hippotion butleri
Hippotion butleri is een vlinder uit de familie van de pijlstaarten (Sphingidae). De wetenschappelijke naam van de soort werd in 1884 gepubliceerd door Max Saalmuller.